# Johann Birnbaum (Maler)
Johann Birnbaum (* 23. Februar 1793 in St. Georgenthal, Leitmeritzer Kreis, Königreich Böhmen; † 18. September 1872 ebenda, Bezirk Tetschen) war ein deutsch-böhmischer Maler, der sich hauptsächlich der Kirchenmalerei, Landschaftsmalerei und Porträtmalerei widmete.

## Leben
Johann Birnbaum war ein relativ bekannter Maler im Böhmischen Niederland. Sein Vater war der Schneider Sebastian Birnbaum. Seine Ausbildung zum Maler begann er in seinem Heimatort bei den Maler-Brüdern Augustin Donat (1751–1817) und Anton Donat (1746–1811).
In den Jahren 1821 bis 1822 studierte er an der Akademie der Bildenden Künste in Prag, die 1799 von der „Gesellschaft Patriotischer Kunstfreunde“ gegründet worden war. Gemeinsam mit Josef Führich (1800–1876) war er Schüler von Joseph Bergler (1753–1829), damals Direktor der Akademie. Führich bezeichnete Birnbaum später als einen der besten Landschaftsmaler seiner Zeit.
Drei seiner neun Kinder, die Söhne Johann Birnbaum jr. (1825–1866), Konrad Birnbaum (1827–1899) und Ferdinand Birnbaum (1835–1884) wurden später ebenfalls Maler, insbes. Krippenmaler für Weihnachtskrippen.

## Werke (Auswahl)
In seiner Arbeit widmete sich Johann Birnbaum hauptsächlich der Malerei von Altarbildern für Kirchen und Heiligenbilder sowie von Porträts, er schuf auch eine Reihe von Landschaftsbildern für die Bewohner von St. Georgenthal und Umgebung. Schon zu Lebzeiten war er regional bekannt und anerkannt.
- 1837 – Altarbild Auferstehung des Herrn in Dreifaltigkeitskirche in Jiřetín pod Jedlovou
- 1840 – Altarbild des hl. Johannes von Nepomuk in der St.-Martins-Kirche in Brtníky
- 1844 – Altarbild der hl. Barbara in der Kirche Mariä Himmelfahrt in Liběšice
- 1848 – Altarbild des hl. Laurentius in der St. Lorenz-Kirche in Království
- 1851 – Stationen des Kreuzweges in der Wallfahrtskirche Mariä Heimsuchung in Horní Police (Oberpolitz)
- 1854 – Kreuzweg der Basilika St. Laurentius und St. Zdislava in Jablonné v Podještědí
- 1855 – Altarbild des hl. Wenzel in der ehem. Wenzelskirche in Fukov
- 1856 – Altarbild der Heiligen Dreifaltigkeit in der Dreifaltigkeitskirche in Jiřetín pod Jedlovou
- 1856 – Bilder am Kreuzweg in Velký Šenov (Großschönau) (nicht erhalten)
- 1860 – Seitenaltar für die 13. Kreuzwegstation auf dem Kreuzberg in St. Georgenthal
- Altarbild des Jesusknaben in der Kirche Mariä Heimsuchung in Lobendava (nicht erhalten)
- Altarbild der hl. Katharina in der Katharinenkirche in Dolní Podluží (Niedergrund)
- Altarbild des hl. Veits in der St. Veitskirche in Osečná
- Altarbild Maria – Königin der Engel in der Wallfahrtskirche Mariä Heimsuchung in Oberpolitz
- Gemälde Das letzte Abendmahl in der Heilig-Kreuz-Kapelle auf dem Kreuzberg in St. Georgenthal

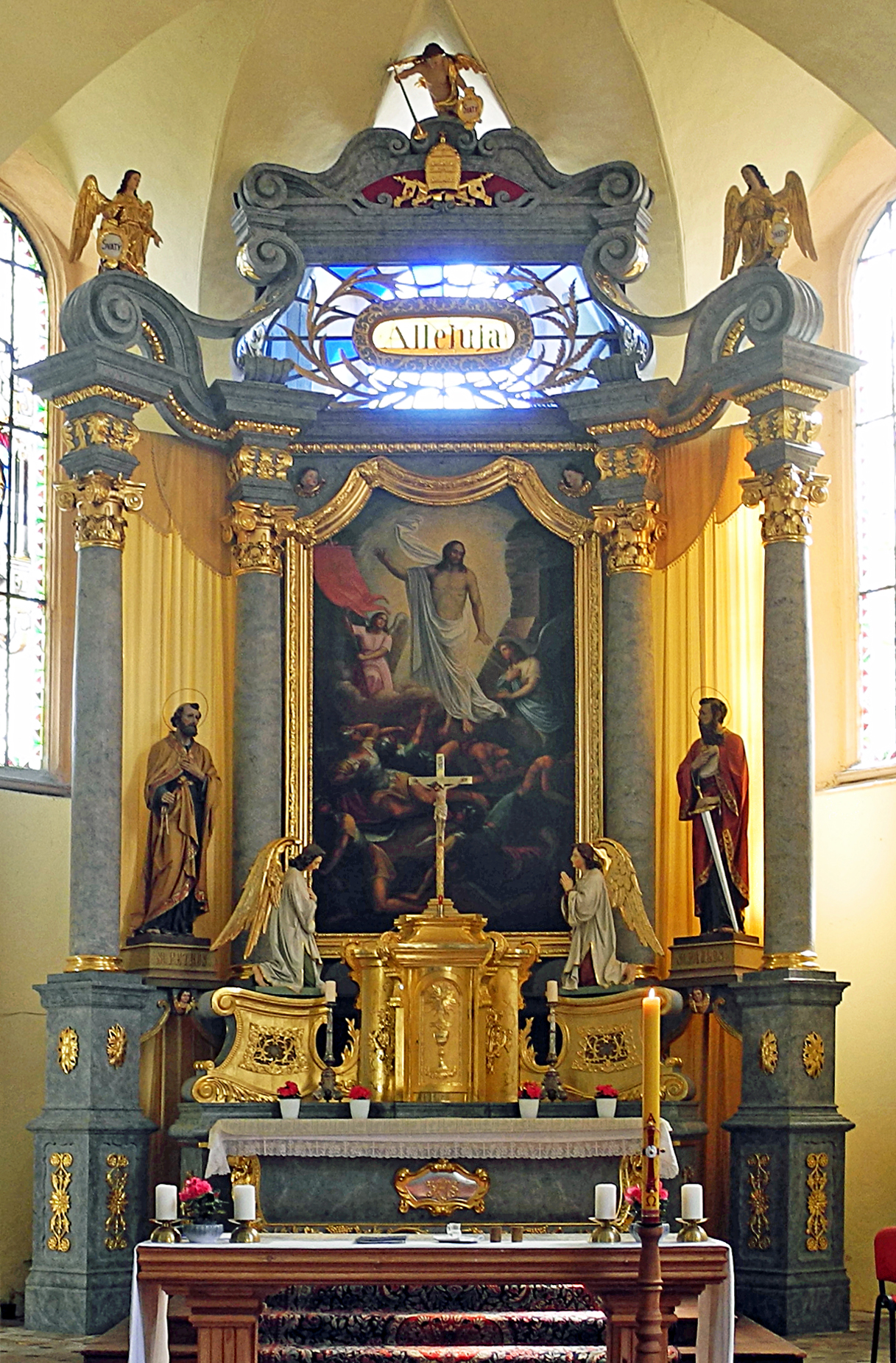
Auferstehung des Herrn (1837), Hauptaltar der Dreifaltigkeitskirche in Jiřetín pod Jedlovou
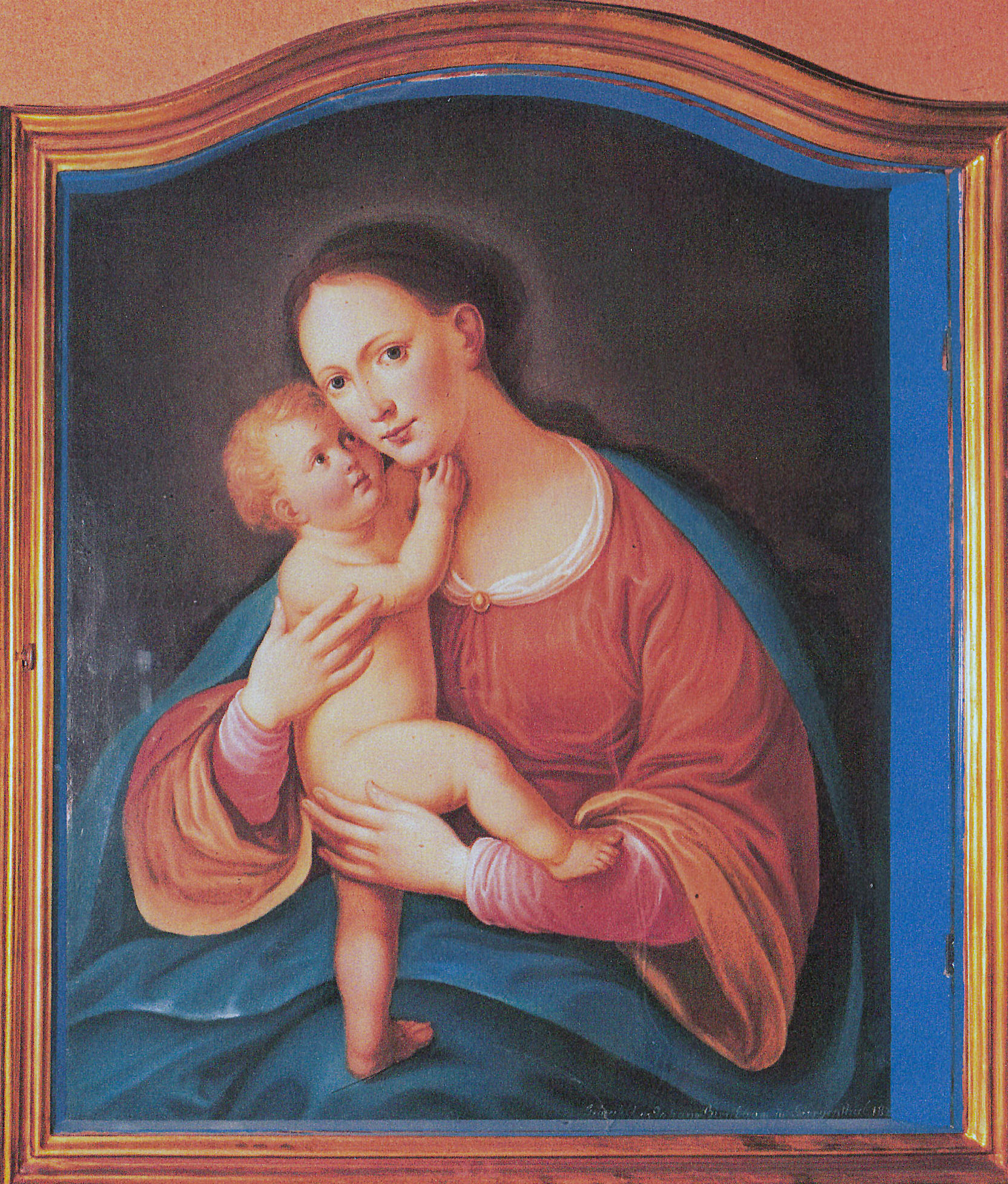
Madonna und Kind (im Stadtmuseum Rumburk)
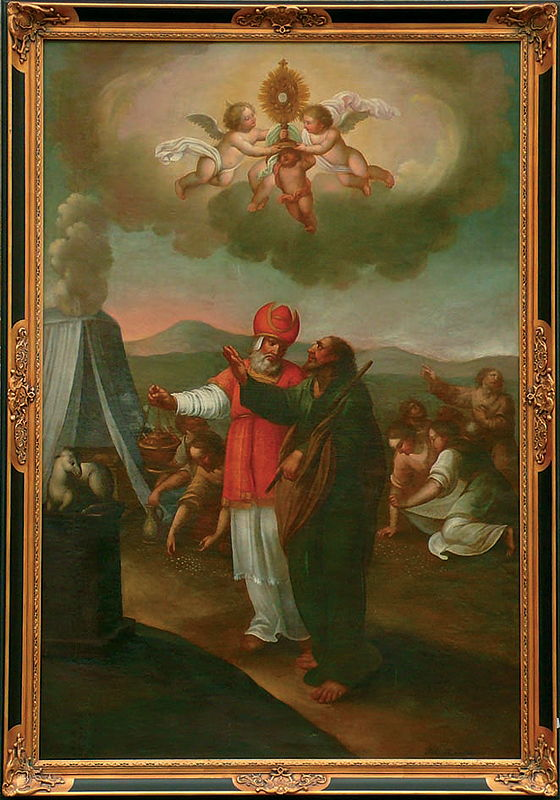
„Moses beim Sammeln des Mannas“